# Asparagus przewalskyi
Asparagus przewalskyi är en sparrisväxtart som beskrevs av N.A. Ivanova, Valery Ivanovich Grubov och Tatiana Vladimirovna Egorova. Asparagus przewalskyi ingår i släktet sparrisar, och familjen sparrisväxter.
Artens utbredningsområde är Qinghai (Kina). Inga underarter finns listade i Catalogue of Life.